# Blanche d'Argenteuil
Blanche d'Argenteuil es un cultivar de higuera de tipo higo común Ficus carica bífera, de higos que tienen color de piel verde ligero a amarillo limón. Muy cultivado en la zona de los alrededores de París, y en la Provenza, Francia.

## Sinonimia
- „Blanche Ronde“ en Francia[4]
- „Grosse Blanche Ronde“ en Francia,
- „Blanche Hâtive“ en Francia,
- „Argentine“ en Francia,
- „Blanche Fleur“ en Francia,
- „Royale“ en Francia,[5]
- „Versailles“ en Francia,
- „Blanquette“ en Francia,
- „Madeleine“ en Francia,
- „Marseilles“ en Francia,
- „Bianchi“ en Estados Unidos,
- „Lemon“ en Estados Unidos,
- „Marseilles“ en Estados Unidos,
- „Mayes Yellow“ en Estados Unidos,
- „White Marseilles“ en Estados Unidos,
- „White Russian“ en Estados Unidos,
- „White Naples“ en Estados Unidos,
- „Pocock“ en Estados Unidos,
- „Ford’s Seedling“ en Estados Unidos,
- „Raby Castle“ en Estados Unidos,
- „White Standart“ en Estados Unidos,
- „White Smyrna“ en Estados Unidos,
- „Quarteria“ en Estados Unidos,
- „Vigasotte Bianco“ en Estados Unidos,
- „Blanquo“ en Estados Unidos,
- „White Marseilles“ en Estados Unidos,
- „Marseillaise White“ en Estados Unidos,
- „Cape White“ en Sudáfrica,
- „Marseilles“ en el sur de la India,

## Historia
Descrito por Merlet (1667) y Tournefort (1700): 'La Grosse Blanche', después por otros cien botánicos y / o viveristas.
Esta variedad se ha cultivado durante siglos en la Provenza para secarse como higo paso. Su cultivo ha sido descrita por Lhérault y Juignet (alrededor de los años 30). Según algunas fuentes, esta variedad ya se cultivó en la Galia durante el tiempo del emperador Juliano el Apóstata (alrededor del año 361) que residía en Lutetia. Este último se había proclamado emperador (César) por sus tropas. Agradeció especialmente a su "querida Lutetia", que elogia las vides, las higueras y la belleza del Sena: "también este país tiene viñedos excelentes, cultivamos muchos higos, que protegemos contra el frío del invierno con alfombras de paja".
Ira J. Condit (1947) creía que la venerable "figuier de Roscoff" (plantada alrededor de 1600 y sacrificada en 1987) era de la variedad 'Blanche', sin embargo, ahora se cree que es una higuera tipo cabrahigo con higos comestibles (ahora designada con el nombre de Roscoff), pero nada es seguro.
'Blanche' también fue cultivada en los Estados Unidos antes del descubrimiento del oro (en Santa Clara y Santa Bárbara) bajo el nombre de ‘White Marseilles’.
Según Eisen, 'Blanche' y 'Versailles' eran dos variedades diferentes, sin embargo Condit informa que en 1928 Numblot luego Simonet concluyeron que eran idénticas. Por otro lado, Eisen acerca a 'Blanche' a la variedad ‘Figue Blanche à peau verte’ descrita e ilustrada por Carbon en 1865.
Según Naik (1949) fue cultivada en la India hasta 1500 metros de altitud y según Davis (1928), Burger De Wet (1931) y Gayner (1949) 'Blanche se cultiva en Sudáfrica bajo el nombre 'Cape White'.
La variedad 'Blanche' es una de las higueras más antiguas que se cultivan, siempre ha estado en los catálogos de viveros gracias a su buena resistencia y rapidez en el cuajado.

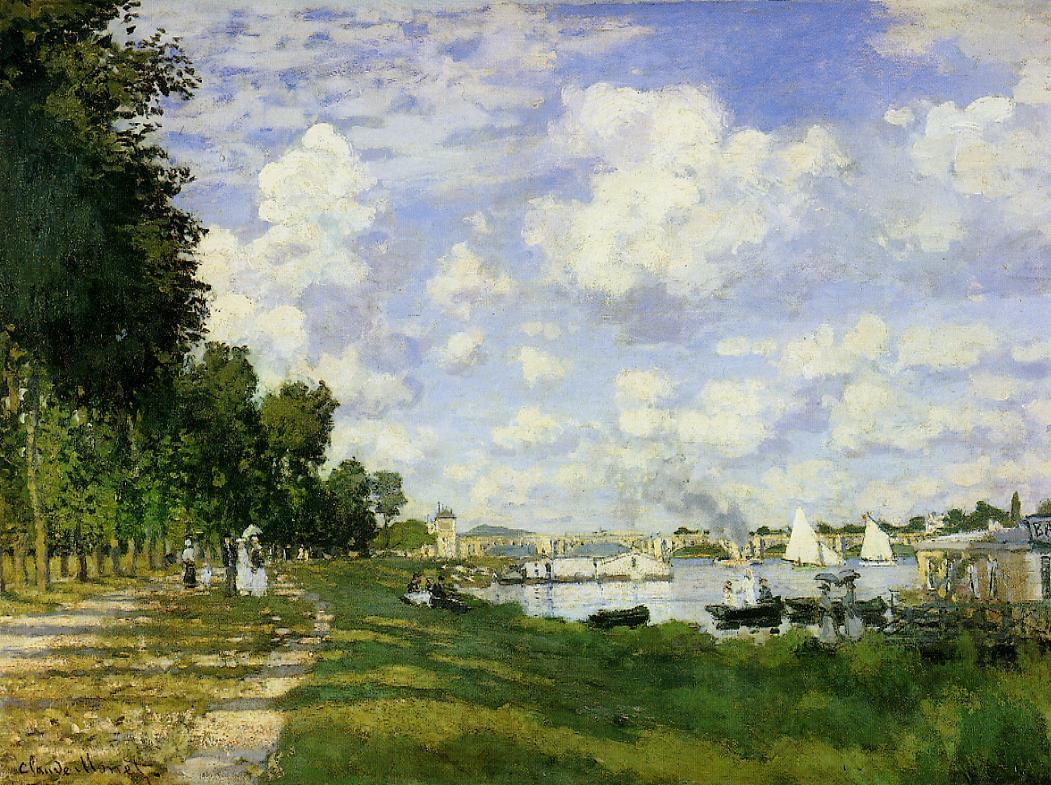
Claude Monet - Le basin de Argenteuil.

'Blanche d'Argenteuil' es una variedad de higuera muy conocida ('Blanche'), que se cultivó a partir del siglo XVII y siglo XVIII en Argenteuil para abastecer al mercado parisino de higos frescos. Argenteuil se encuentra en los suburbios parisinos a lo largo del río Sena. El pintor impresionista Monet, residió desde diciembre de 1871 hasta 1878, pintando varias de sus más conocidas obras en el lugar.
Incluso hoy, admiramos la valentía y el ingenio de los campesinos de esta ciudad que lograron cultivar los higos en condiciones tan desfavorables. Algunas de sus técnicas (poner la higuera en orientación sur protegida por un muro que el evita los aires del norte, y proteger su pie con un fuerte acolchado vegetal para protegerla de los hielos), todavía se usan hoy en día y otras han sido dejadas de lado por los hábitos cambiantes, la velocidad de transporte y los métodos de comercialización.
Está mencionada en una descripción que data de 1865 por el horticultor Emmanuel L’hérault sobre su cultivo en Argenteuil

Aquí estamos muy lejos de la región olivarera, y sin embargo, el cultivo de la higuera es importante en nuestras laderas, ya que ocupa aproximadamente 50 hectáreas de tierra, alrededor de 300 agricultores, y produce allí, año promedio , más de 400000 higos. Se dice que este cultivo tiene más de doscientos años, y no tenemos dificultad en creerla, ya que los libros del siglo pasado hablan de ella como algo que no era nuevo. También creemos que no terminará pronto, porque no tenemos nada que temer, al menos por el momento, de la competencia del sur. Para que el higo sea bueno, debe madurar completamente en el árbol, y su piel se desmorona y se arruga; pero en este estado no es transportable a grandes distancias, ni siquiera por ferrocarril. El Midi, por lo tanto, podría competir con nosotros en París en lugar de los higos cosechados en el terreno y, por lo tanto, de mala calidad. Nuestra gran ventaja aquí es poder cosechar higos maduros, transportarlos nosotros mismos al mercado durante la noche y ofrecerlos al público en toda su apetitosa frescura. Sin duda son menos dulces que los higos de Provenza, pero son excelentes y los compradores parisinos probablemente no desearían otros. . . .
Ici, nous sommes bien éloignés de la région des oliviers, et cependant la culture du figuier a de l'importance sur nos coteaux, puisqu'elle y occupe à peu près 50 hectares de terrain, environ 300 cultivateurs, et y produit, année moyenne, plus de 400000 figues. On assure que cette culture date de plus de deux cents ans, et nous n'avons pas de peine à le croire, car des livres du siècle passé en parlent comme d'une chose qui n'était pas nouvelle. Nous croyons également qu'elle ne finira pas de sitôt, parce que nous n'avons rien à craindre, au moins quant à présent, de la concurrence méridionale. Pour que la figue soit bonne, il faut qu'elle mûrisse complètement sur l'arbre, que sa peau se gerce, s'éraille ; or, dans cet état, elle n'est pas transportable à de grandes distances, même en chemin de fer. Le Midi ne pourrait donc nous faire concurrence sur la place de Paris qu'avec des figues récoltées sur le vert, et par conséquent de médiocre qualité. Notre grand avantage, ici, est de pouvoir récolter les figues mûres à point, de les transporter nous-mêmes à la halle pendant la nuit, et de les offrir au public dans toute leur fraîcheur appétissante. Elles sont certainement moins sucrées que les figues de Provence, mais on les trouve excellentes ainsi et les acheteurs parisiens n'en voudraient probablement pas d'autres. . . .
Emmanuel Lhérault - 1865

## Características
La higuera 'Blanche d'Argenteuil' es una variedad bífera de tipo higo común. El árbol crece muy bien en macetas, sus hojas son en su mayoría trilobuladas. Es partenocárpica, es decir que no necesita fecundación externa para desarrollar la fruta.
'Blanche d'Argenteuil' tiene brevas así como los higos de verano de buen gusto, con una piel fina y delicada. Tiene una importante producción de brevas globosas de color de piel verde ligero a amarillo limón, y pulpa de color ámbar, sabor dulce muy suave y densa que maduran durante junio y julio, su peso es más grande, alrededor de 100 gramos, pero su dulzor y sabor es mucho mayor y comparable al de los higos de verano, siendo las primeras recolecciones las más productivas y de mejor calidad. Los higos maduran durante el mes de agosto y septiembre.

## Usos y aplicaciones
'Blanche d'Argenteuil' para su cultivo óptimo es sensible al frío, y exigente en agua. Producen brevas de calidad y sabor excelente en julio (100g, buena productividad). Los higos de septiembre, octubre (50g, productividad media) aunque, es necesaria una manipulación muy cuidadosa para su comercialización en fresco, es adecuado para el secado, muy fragante.